# Museo ferroviario croata
El Museo ferroviario croata (en croata:  Hrvatski željeznički muzej) es un museo técnico especializado en ferrocarriles en la ciudad de Zagreb, la capital de Croacia.
La idea de establecer el museo ferroviario se remonta a 1966, cuando la administración ferroviaria de Zagreb decidió crear el Departamento ferroviario en el Museo Técnico de Zagreb, pero sin éxito.
El museo fue fundado por los ferrocarriles de Croacia el 19 de marzo de 1991 como Museo del Ferrocarril de Croacia (en croata: Željeznički muzej Hrvatske).
Por decisión de "Ferrocarriles de Croacia" el 20 de mayo de 2001, el museo fue rebautizado con su nombre actual.